# Lundquistia mexicana
Lundquistia mexicana är en svampart som beskrevs av Vánky 2004. Lundquistia mexicana ingår i släktet Lundquistia och familjen Ustilaginaceae.   Inga underarter finns listade i Catalogue of Life.